# وادي ماثندوس
وادي ماثندوس هو موقع أثري يعود إلى عصور ما قبل التاريخ في جرف مسك سطيف، الواقع في جنوب غرب منطقة فزان في ليبيا. يحتوي على العديد من النقوش الصخرية للأشكال والأشياء، بالإضافة إلى الفنون الصخرية الأخرى. تشمل الحيوانات المحفورة الأفيال

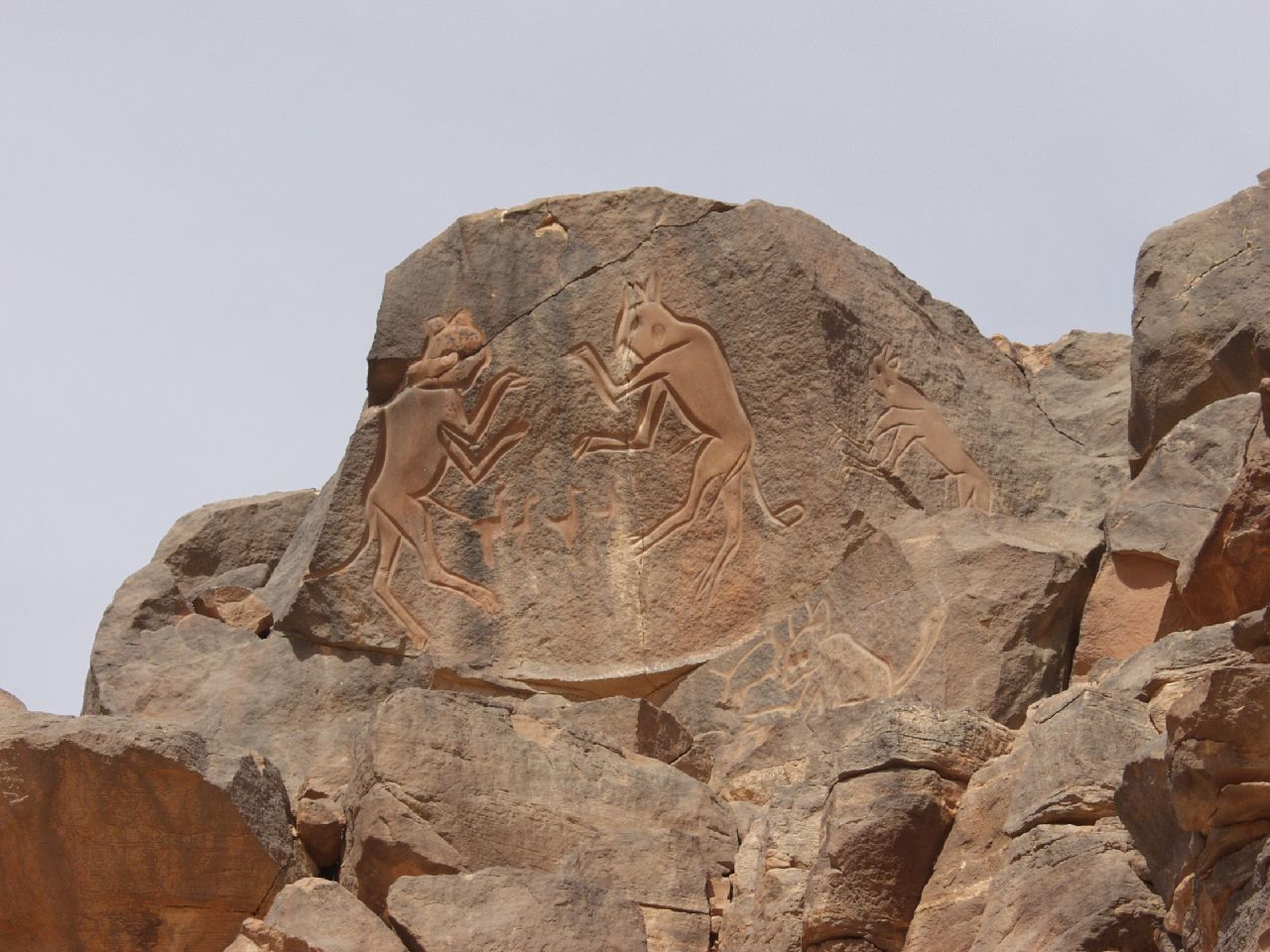
نقش للقطط المقاتلة (ميركاتسه) في وادي ماثندوس

والزرافات والأراخص والقطط البرية والتماسيح. تم تأريخ هذه النقوش الصخرية ولوحات الكهوف إلى العصر الحجري الحديث، منذ حوالي 8000 عام.

## على الطوابع البريدية
خصصت الشركة العامة للبريد والاتصالات التابعة للحكومة الليبية في ذلك الوقت إصدارًا من الطوابع البريدية للنقوش الصخرية في وادي ماثندوس. يتكون الإصدار من خمسة طوابع وتم إصداره في عام 1978، في الأول من يناير (المرجع. كتالوج سكوت رقم 711-715 - كتالوج ميشيل رقم 624-628).

## المراجع

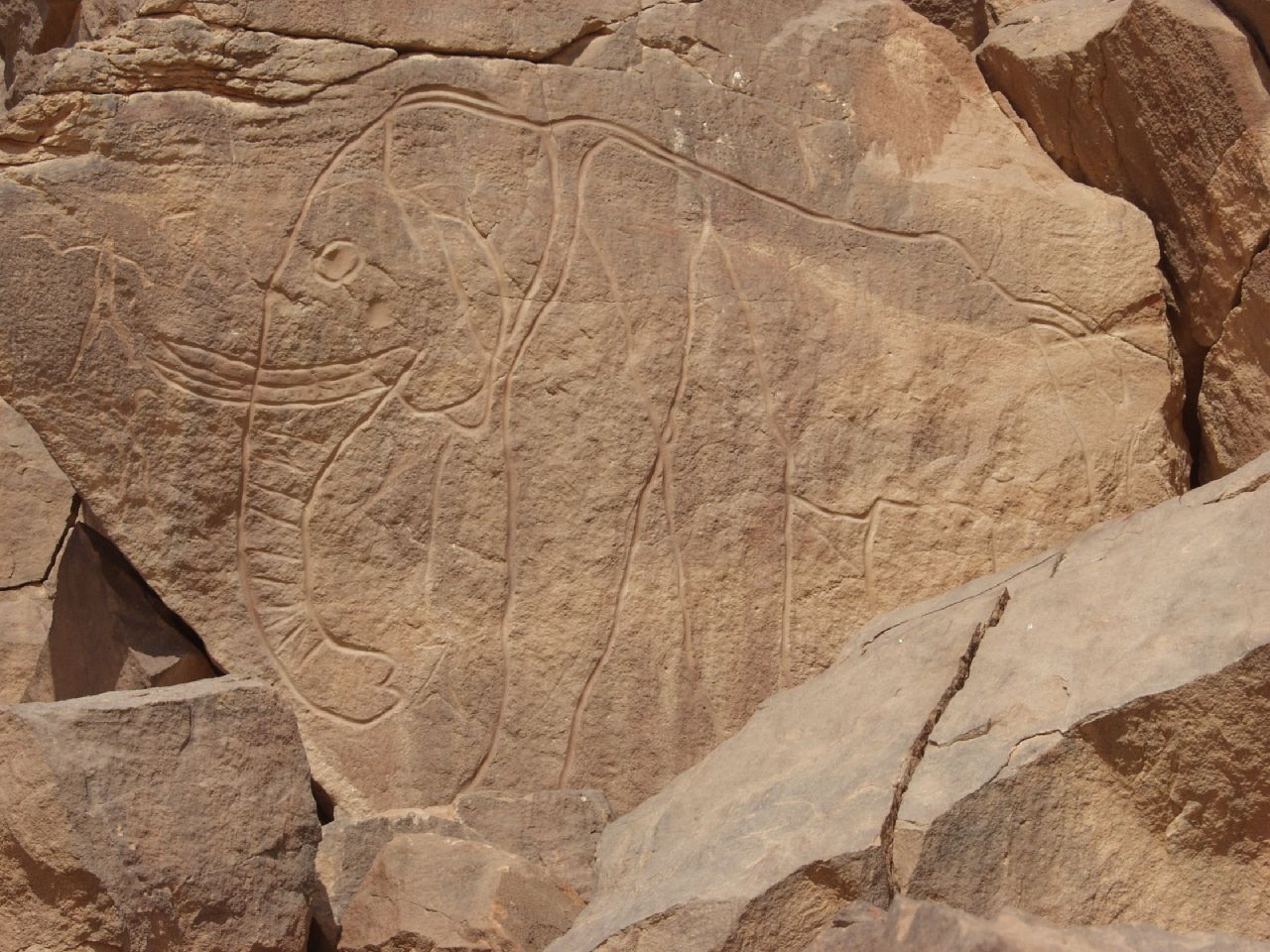
نقش على شكل فيل في وادي ماثندوس

## شاهد أيضاً

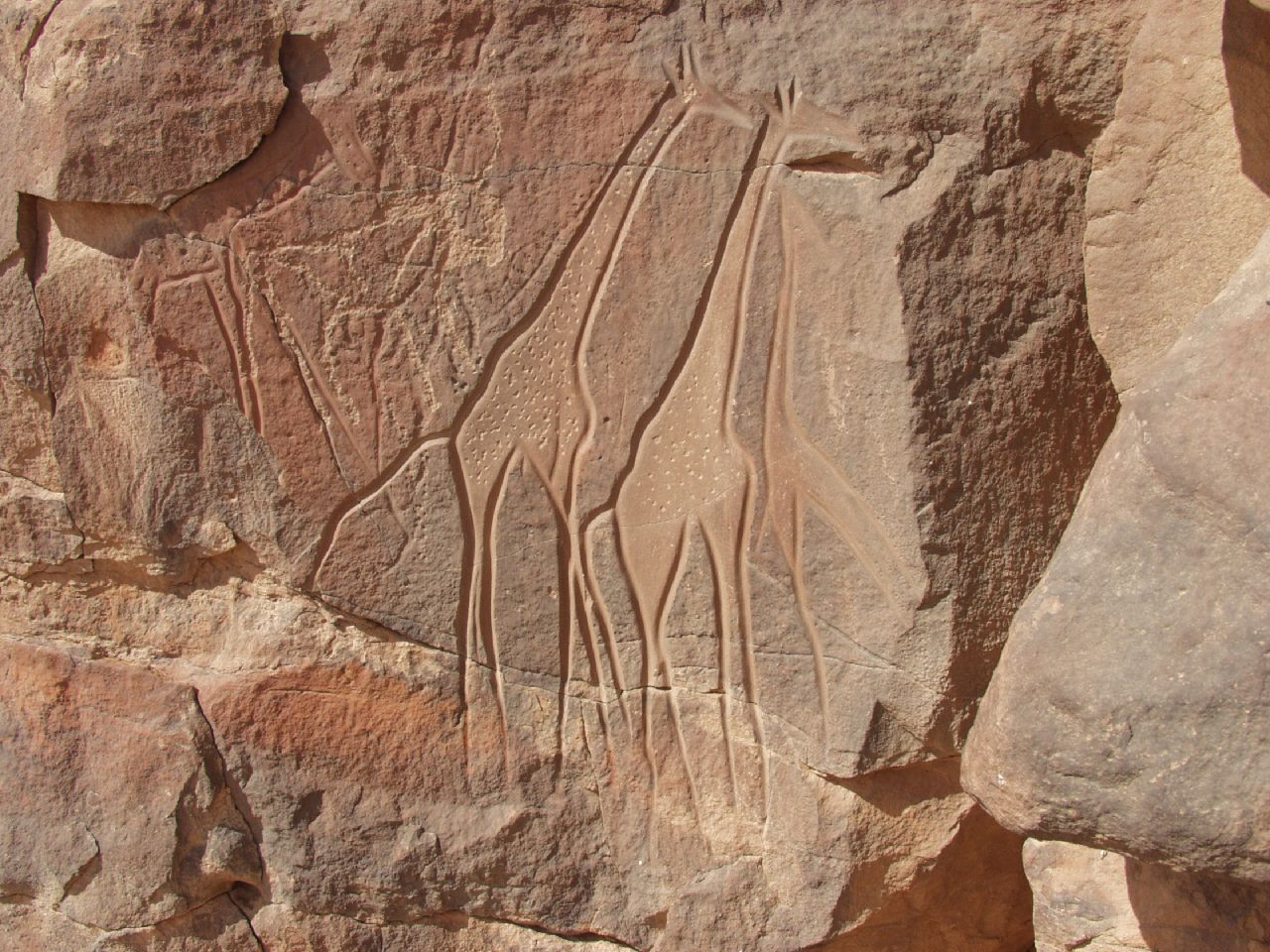
نقش الزرافات في وادي ماثندوس

- Saharan rock art